# Crusafontia
Crusafontia — вимерлий рід ссавців з крейдяних формацій Камарилья, Ель-Кастеллар і Ла-Уергіна в Іспанії. Назву тварина отримала на честь іспанського палеонтолога Мікеля Крусафонта Пайро.
Крузафонтія була істотою довжиною 10 см, яка, можливо, виглядала і жила як вивірка, але це невідомо, оскільки коли-небудь були знайдені лише два зуби (правий верхній корінний зуб P5) і нижня щелепа. В одному дослідженні мезозойських нижньої щелепи ссавців йдеться про хижі, а не комахоїдні або травоїдні види.
У 2011 році був названий другий вид Crusafontia, C. amoae, на основі двох верхніх корінних зубів з Galve. Однак у 2021 році це було синонімічним до вихідного виду.